# Теплодар
Теплода́р (укр. Теплодар) — город в Одесском районе Одесской области Украины. Вблизи Теплодара расположено Барабойское водохранилище.

## История
Теплодар основан 15 мая 1981 года как посёлок строителей Одесской атомной электростанции и он находился в административном подчинении Центрального района города Одессы. В 1981 году была создана дирекция ОАТЕЦ, директором которой был Дубенский В. Ф., его заместителем — Руденко И.И, секретарем директора – Макеева А. А., старшим инженером — Предрий А. Ф., бухгалтером-кассиром Цуркан Л. К. ., старшим инженером-экономистом Анферовым С. И., старшим инженером Пинчуковой Т. В.  После катастрофы на Чернобыльской АЭС в результате проверки технологических норм строительства ОАТЕЦ было обнаружено, что будущая станция расположена на участке, связанном с опасностью оползня, а также с многочисленными карстовыми пустотами. В конце 1980-х годов работа вокруг станции была заморожена, а в 1997 году полностью прекращена. В июне 1997 года посёлку городского типа Теплодар был присвоен статус города областного подчинения и он был выведен из административного управления города Одессы. Наибольший уровень рождаемости в Одесской области в 2009 году пришёлся на Теплодар. В результате проведённого рейтинга городов областного значения Украины (2003—2004) Теплодар занял 1 место в своей категории.
17 июля 2020 года город Теплодар стал административным центром Теплодарской городской общины Одесского района Одесской области.

## Инфраструктура
Всего в городе построено 170 тыс. м². жилья (10 081 человек — на начало 2011 года). Отведенной земельной территории достаточно для строительства жилья и увеличения численности населения до 35 тыс. жителей. До 1994 года площадь Теплодара составляла 175 га, 23.02.1994 площадь Теплодара была расширена до 328,8 га, а в июле 1996 года была расширена до 773,7 га.
В городе функционируют: 1 общеобразовательная школа I—III ступеней, 2 детских дошкольных учреждения, музыкальная школа, дом детского и юношеского творчества, танцевальные и вокальные творческие коллективы, спортивные клубы, колледж (от университета им. И. И. Мечникова). Успешно работает профессиональный лицей, детско-юношеская спортивная школа. Спортивные команды неоднократно занимали призовые места в разнообразных соревнованиях. К 13 годовщине Независимости Украины в 2004 году открыт Дом культуры. Для обеспечения населения качественной питьевой водой введен в эксплуатацию бювет. Для проведения соревнований, чемпионатов Украины по мотокроссу обустроена мототрасса.
В 2017 году введена в эксплуатацию ФЭС «Теплодар», солнечная фотоэлектростанция с установленной мощностью — 8,84 МВт.
В 2021 году на берегу Барабойского водохранилища впервые был оборудован песчаный пляж для купания.

## Население
Этнический состав населения города на 2001 год был представлен следующим образом:
- украинцы — 68,5 %;
- русские — 25,7 %;
- молдаване — 1,7 %;
- болгары — 1,2 %;
- другие национальности — 2,9 %.

## Галерея

Западная сторона города
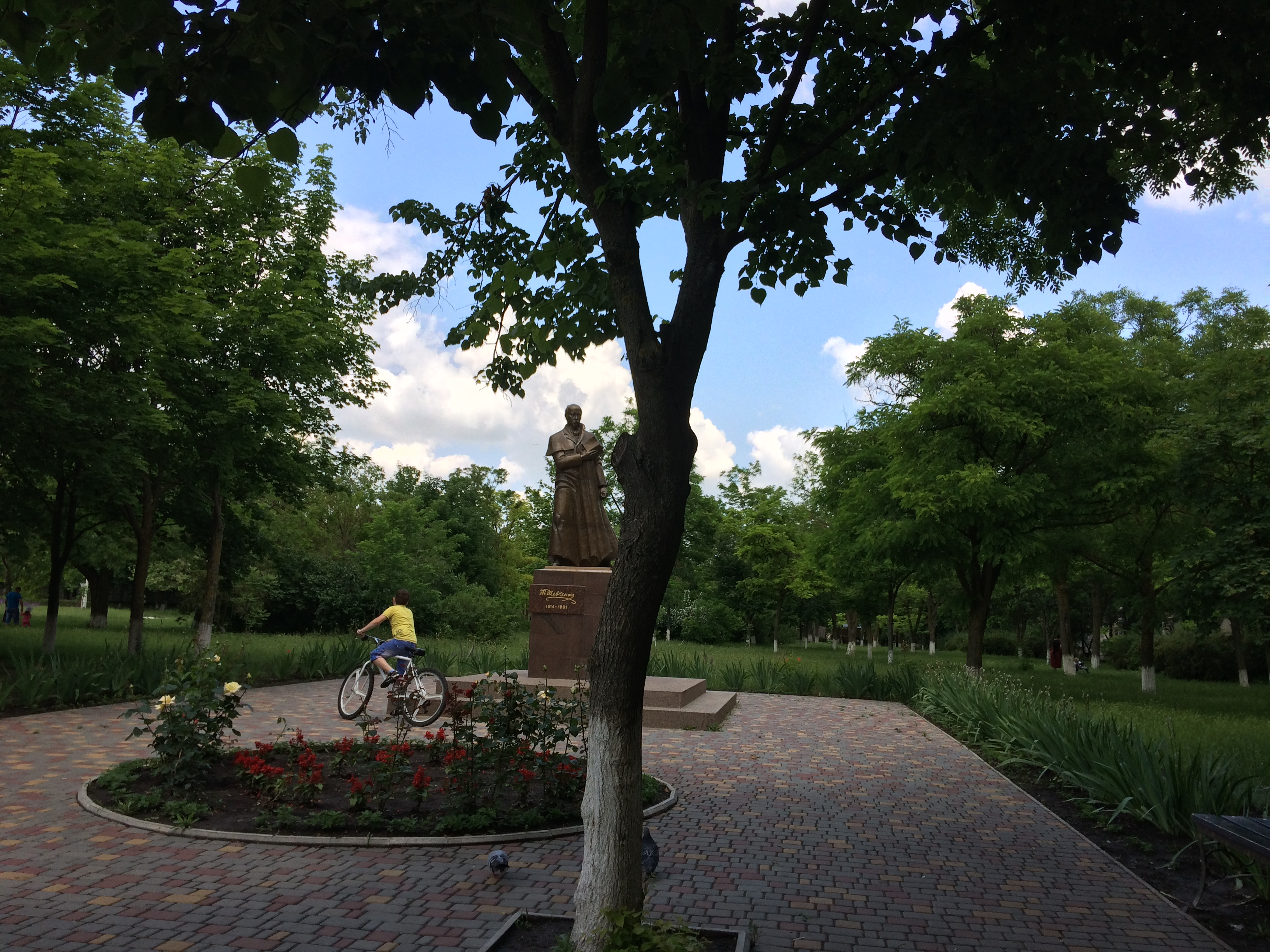
Памятник Тарасу Шевченко